# Saint-Martin-sur-Oust
Saint-Martin-sur-Oust [sɛ̃ maʁtɛ̃ syʁ ust] je francouzská obec v departementu Morbihan v regionu Bretaň.

## Vývoj počtu obyvatel
Počet obyvatel

## Pamětihodnosti
- farní kostel z 15. – 19. století
- kaple Saint-Mathurin
- kaple Saint-Léonard
- Château de Castellan